# ニキアス

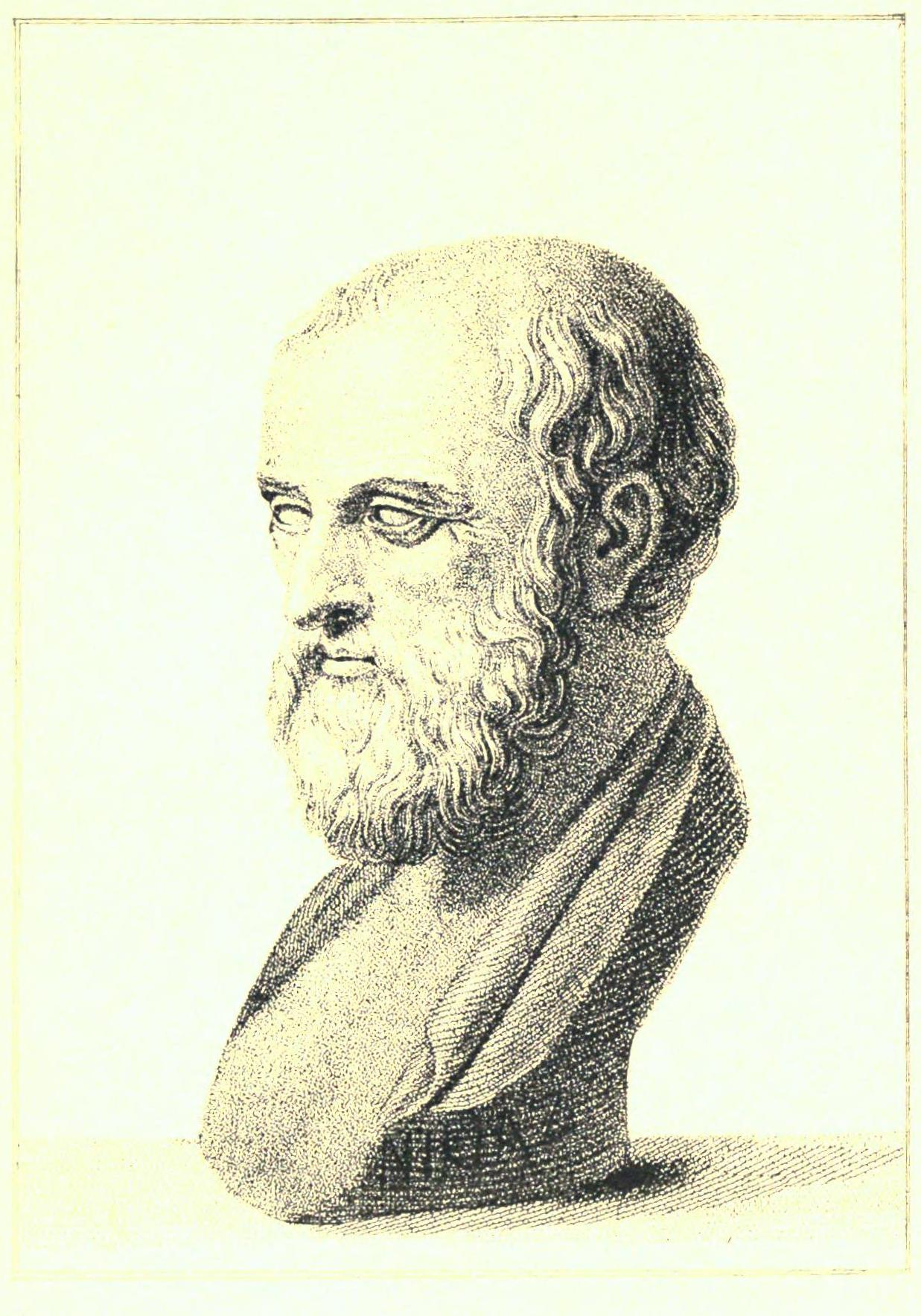
Nicias

ニキアス（希: Νικίας、紀元前470年 - 紀元前413年）は、ペロポネソス戦争の時代に活躍した古代アテナイの将軍（ストラテゴス）、政治家。

## 略伝
アテナイの名家に生まれ、ラウリオンの銀山に由来する遺産を継承していた。民衆を指導していたペリクレスに対し貴族派の先頭に立って政治上対立していたが、紀元前429年のペリクレスの死後、政治家の首位となり後のアリストテレスからはアテナイを代表する市民の一人として数えられた。民衆の指導者となったクレオンの政敵となるが、その用心深さと慎みによって民衆からも好意をもたれたという。ニキアスの政見は穏健であり、クレオンの好戦的な政策に反対し、アテナイに有利な条件でスパルタとの和平を確立することを目的としていた。
ペロポネソス戦争で将軍としてニキアスが歴史に登場するのは、離反したレスボス島をアテナイが制圧した紀元前427年7月に、海軍を率いてミノア島を攻略した時である。前426年の夏にはミロス島に出撃しタナグラの戦いに勝利する。前425年8月、ピュロス方面でのスパルタ勢の攻勢のさいにニキアスがクレオンに指揮権を譲り渡すという局面もあったが、9月にはアテナイ軍が押し返しコリントス領を攻撃するのに参加している。前424年の夏、キュテーラ攻略に加わる。前423年の夏にスパルタと1年間は有効となる休戦条約に加盟し儀式に加わる。その直後、スパルタの将軍ブラシダスについていたメンデー市を奪回する。
紀元前421年初頭から和平交渉の気運がアテーナイに高まり、提唱者の中でもニキアスは最も積極的だった。和平条約はその年の3月頃に発効し、「ニキアスの和約」と呼ばれる。
前416年、アテーナイはシケリア遠征を企て、その6月末にニキアスはアルキビアデス、ラマコスとともに司令官として出発するが、もともと作戦には反対であった。アルキビアデスはシケリア上陸前に本国へ召還され、ラマコスもシュラクサイを包囲中に戦死した。スパルタはシュラクサイ救援のために将軍ギュリッポスを送った。アテーナイもデモステネスとエウリュメドンが率いる増援軍を派遣する。しかし、アテーナイ軍はスパルタ・コリントス・シュラクサイ連合軍に壊滅的な敗戦を被りエウリュメドンは戦死、ニキアスとデモステネスは投降してギュリッポスに身をゆだねる。捕虜7000名とともにシュラクサイ近郊の石切り場に送られ、ギュリッポスの命令に反して、デモステネスとニキアスは処刑された。

## 逸話と評価
ニキアスの最後について史家のトゥーキュディデースは「彼の常日頃の言行が一つとして徳に背くところのなかったことを思えば、このような不運の極みに終わるべきいわれはなかったのであるが」と述べている。プラトンの対話篇『ラケス』には攻撃的なラケスに対して、理知と判断力を代表する人物として登場している。
成功をおさめた作戦として、コリントス人を待ち伏せで大半を倒したり、シュラクサイの騎兵が通ると予想した平原に棘をまいて勝利をおさめるなど、周到さと機転を見せている。逆に前425年に指揮権を譲ったクレオンが予期に反してスパルタの捕虜を連れて凱旋した時には、アテーナイ市民の間で大変な不評を受けた。このことはアリストパネスの喜劇『鳥』でも揶揄されている。